# FINA Water Polo World League
FINA Water Polo World League är en landslagstävling i vattenpolo som organiseras i FINA, och spelas varje år, vanligtvis med finaler i mitten av året. Tävlingarna inleds med kontinentalaturneringar, från vilka de bästa går vidare till slutspel.  Turneringen startades för att sprida intresset för sporten runtom i världen.
Herrturneringen började spelas 2002,, damturneringen 2004,

### Fotnoter
1. ↑  Water Polo World League page Arkiverad 18 juni 2010 hämtat från the Wayback Machine. på FINA:s webbplats; hämtdatum: 3 mars 2012.
2. ↑  HistoFINA, voym 8, del A Arkiverad 26 juni 2015 hämtat från the Wayback Machine., p.36; publicerad av FINA 2007. Hämtdatum: 3 mars 2012. ("HistoFINA" är FINA:s historia, volym 8 handlar om vattenpolo, detta är del 1 av 2.)
3. ↑  HistoFINA, volym 8, del B Arkiverad 10 juli 2015 hämtat från the Wayback Machine., p.65; publicerad av FINA 2007. Hämtdatum: 3 mars 2012. ("HistoFINA" är FINA:s historia, volym 8 handlar om vattenpolo, detta är del 2 av 2.)